# Саринский проезд
Са́ринский прое́зд — улица в центре Москвы в Таганском районе между Новоспасским проездом и Краснохолмской набережной.

## Происхождение названия
Образовался в XIX веке из Нижнего и 1-го Сарского переулка и Сарской улицы, которые были названы по протекавшей здесь реке Саре, ныне заключённой в трубу. Название «Сара» дано реке по находившемуся здесь Крутицкому подворью Сарской и Подонской епархии.

## Описание
Саринский проезд начинается от Новоспасского проезда в районе Крестьянской площади, проходит сначала на юг, затем на юго-запад параллельно 3-му Крутицкому переулку вдоль эстакады Новоспасского моста до Краснохолмской набережной. На южной стороне от моста находится Мосводоканал и Музей воды.

## Примечательные здания и сооружения
По нечётной стороне:
- № 13, стр. 1, 2, 4, 6 — Главная насосная станция (машинное здание, механический цех, жилой и административный корпус, ограда со сторожкой) (1896—1898, архитектор М. К. Геппенер; 1912—1914; 1930-е)[1], сейчас — Мосводоканал, Управление капстроительства гидротехнических сооружений; Музей воды
- № 13, стр. 7 — Инжстрой;

По чётной стороне:
- № 2 — жилой дом (1945), часть крупного нереализованного проекта Аркадия Мордвинова, предполагавшего снос Новоспасского монастыря и всех построек квартала вплоть до Новоспасского переулка[2].